# (400305) 2007 TW152
(400305) 2007 TW152 es un asteroide perteneciente al cinturón de asteroides, descubierto el 9 de octubre de 2007 por el equipo del Lincoln Near-Earth Asteroid Research desde el Laboratorio Lincoln, Socorro, Nuevo México, Estados Unidos.

## Designación y nombre
Designado provisionalmente como 2007 TW152.

## Características orbitales
2007 TW152 está situado a una distancia media del Sol de 2,396 ua, pudiendo alejarse hasta 2,932 ua y acercarse hasta 1,860 ua. Su excentricidad es 0,223 y la inclinación orbital 1,648 grados. Emplea 1355,17 días en completar una órbita alrededor del Sol.

## Características físicas
La magnitud absoluta de 2007 TW152 es 17,9.